# Harry y Tonto
Harry y Tonto es una road movie de 1974 escrita por Paul Mazursky y Josh Greenfeld y dirigida por Mazursky, protagonizada por Art Carney.

## Argumento
Harry Coombes (Art Carney) es un anciano viudo que se ve obligado a marcharse de su apartamento del Upper West Side en Nueva York cuando el edificio es clausurado. En un principio, se queda a vivir con su hijo y su familia en las afueras, pero finalmente decide comenzar un viaje por todo el país junto a su gato "Tonto". Durante su viaje, conoce a un autoestopista al que le gusta citar textos de la Biblia (Michael Butler); viaja con Ginger (Melanie Mayron), una joven fugitiva; visita a su hija (Ellen Burstyn) en Chicago; y finalmente encuentra a su joven hijo (Larry Hagman) en Los Ángeles.

## Reparto
- Art Carney como Harry Coombes.
- Herbert Berghof como Jacob Rivetowski.
- Ellen Burstyn como Shirley Mallard.
- Geraldine Fitzgerald como Jessie Stone.
- Larry Hagman como Eddie Coombes.
- Chief Dan George como Sam Dos Plumas.
- Melanie Mayron como Ginger.
- Josh Mostel como Norman Coombes.
- Arthur Hunnicutt como Wade Carlton.
- Barbara Rhoades como Stephanie.
- Cliff De Young como Burt Coombes Jr.
- Philip Bruns como Burt Coombes.
- Dolly Jonah como Elaine Coombes.
- Avon Long como Leroy.
- Louis Guss como Dominic Santosi.
- Cliff Norton como Nick Lewis, Vendedor coches usados.
- Rashel Novikoff como Mrs. Rothman.
- Michael Butler como Autoestopista.
- René Enríquez como Jesús, Gerente de charcutería.
- Michael McCleery como Mugger.
- Paul Mazursky como Gigolo (sin acreditar).

Al final de la película también aparece Sally K. Marr, madre de Lenny Bruce.

## Premios y nominaciones
Carney superó a Dustin Hoffman, Jack Nicholson y Al Pacino, por sus interpretaciones en Lenny, Chinatown y El Padrino II, como mejor actor en la 47.ª Ceremonia de entrega de Premios de la Academia, mientras que la película fue candidata al premio al mejor guion original. Antes de eso, Carney también ganó el Globo de Oro al mejor actor de comedia o musical, mientras que Greenfeld y Mazursky fueron nominados al premio a la mejor película de comedia o musical. El guion fue nominado a los premios del Sindicato de Guionistas de América como Mejor drama escrito para el cine.
En aquel entonces, Carney señaló que antes de su trabajo en Harry y Tonto nunca "le habían gustado los gatos", pero que acabó llevándose bien con el gato de la película.